# ATP-toernooi van Bologna
Het ATP-toernooi van Bologna (ook bekend als Internazionali di Tennis CARISBO) was een tennistoernooi van de ATP-Tour dat van 1985 tot en met 1998 plaatsvond op de outdoor gravelbanen van de Cierrebi Club in de Italiaanse stad Bologna. In het seizoen 1999 werd de toernooilicentie overgenomen door het ATP-toernooi van Meran.

## Finales

### Enkelspel
| Jaar | Winnaar             | Runner–up           | Score in finale     |
| ---- | ------------------- | ------------------- | ------------------- |
| 1998 | Julian Alonso       | Karim Alami         | 6-1, 6-4            |
| 1997 | Félix Mantilla      | Gustavo Kuerten     | 4-6, 6-2, 6-1       |
| 1996 | Alberto Berasategui | Carlos Costa        | 6-3, 6-4            |
| 1995 | Marcelo Ríos        | Marcelo Filippini   | 6-2, 6-4            |
| 1994 | Javier Sánchez      | Alberto Berasategui | 7-6(3), 4-6, 6-3    |
| 1993 | Jordi Burillo       | Andrei Tsjerkasov   | 7-6(4), 6-7(7), 6-1 |
| 1992 | Jaime Oncins        | Renzo Furlan        | 6-2, 6-4            |
| 1991 | Paolo Canè          | Jan Gunnarsson      | 5-7, 6-3, 7-5       |
| 1990 | Richard Fromberg    | Marc Rosset         | 4-6, 6-4, 7-6(5)    |
| 1989 | Javier Sánchez      | Franco Davín        | 6-1, 6-0            |
| 1988 | Alberto Mancini     | Emilio Sánchez      | 7-5, 7-6(4)         |
| 1985 | Kent Carlsson       | Emilio Sánchez      | 6-2, 6-1            |
| 1986 | Martín Jaite        | Paolo Canè          | 6-2, 4-6, 6-4       |
| 1985 | Thierry Tulasne     | Claudio Panatta     | 6-2, 6-0            |

### Dubbelspel
| Jaar | Winnaars                            | Runners–up                        | Score in finale |
| ---- | ----------------------------------- | --------------------------------- | --------------- |
| 1998 | Brandon Coupe Paul Rosner           | Giorgio Galimberti Massimo Valeri | 7-6, 6-3        |
| 1997 | Gustavo Kuerten Fernando Meligeni   | Dave Randall Jack Waite           | 6-2, 7-5        |
| 1996 | Brent Haygarth Christo van Rensburg | Karim Alami Gábor Köves           | 6-1, 6-4        |
| 1995 | Byron Black Jonathan Stark          | Libor Pimek Vince Spadea          | 7-5, 6-3        |
| 1994 | John Fitzgerald Patrick Rafter      | Vojtěch Flégl Andrew Florent      | 6-3, 6-3        |
| 1993 | Danie Visser Laurie Warder          | Luke Jensen Murphy Jensen         | 4-6, 6-4, 6-4   |
| 1992 | Luke Jensen Laurie Warder           | Javier Frana Javier Sánchez       | 6-2, 6-3        |
| 1991 | Luke Jensen Laurie Warder           | Luiz Mattar Jaime Oncins          | 6-4, 7-6        |
| 1990 | Gustavo Luza Udo Riglewski          | Jérôme Potier Jim Pugh            | 7-6, 4-6, 6-1   |
| 1989 | Sergio Casal Javier Sánchez         | Tomas Nydahl Jorgen Windahl       | 6-2, 6-3        |
| 1988 | Emilio Sánchez Javier Sánchez       | Rolf Hertzog Marc Walder          | 6-1, 7-6        |
| 1987 | Sergio Casal Emilio Sánchez         | Claudio Panatta Blaine Willenborg | 6-3, 6-2        |
| 1986 | Paolo Canè Simone Colombo           | Claudio Panatta Blaine Willenborg | 6-1, 6-2        |
| 1985 | Paolo Canè Simone Colombo           | Jordi Arrese Alberto Tous         | 7-5, 6-4        |

1985 · 1986 · 1987 · 1988 · 1989 · 1990 · 1991 · 1992 · 1993 · 1994 · 1995 · 1996 · 1997 · 1998
 Bologna (1985-1998) →  Meran (1999)
ITF-toernooien (mannen en vrouwen)

ATP-toernooien (mannen) – ATP-seizoen 2025

WTA-toernooien (vrouwen) – WTA-seizoen 2025

Voormalige toernooien mannen
Voormalige toernooien vrouwen
Voormalige amateurtoernooien